# Первородный грех
Перворо́дный (прароди́тельский) грех — христианский богословский термин, означающий первый грех в человеческом роде, совершенный в Эдеме прародителями Адамом и Евой. В формальном понимании грех заключается в ослушании Божьей воли, нарушении запрета «от дерева познания добра и зла не ешь» (Быт. 2:17).
Созданные Богом безгрешные Адам и Ева, искушаемые дьяволом, совершили грехопадение — вкусили от запретного плода по своей воле. Последствиями нарушения запрета стали повреждённость природы человека, изгнание из рая, утрата доступа к дереву жизни и смерть. Первородный грех, согласно христианскому учению, не только испортил природу первых людей — Адама и Евы, но отразился на их потомстве — на всём человеческом роде, чем и обусловливается необходимость избавления от первородного греха через страдания, смерть и воскресение Иисуса Христа.

## Происхождение термина
Термин «первородный грех» (лат. peccatum originale или vitium originis) был впервые предложен Блаженным Августином (354—430) в 396 году в трактате «О различных вопросах к Симплициану» как грех первых людей и его последствия (поврежденной человеческой природы, страданий, болезней и смерти) и к настоящему времени принят христианством почти повсеместно.

## Последствия первородного греха
В 50 псалме о первородном грехе говорится: «Вот, я в беззаконии зачат, и во грехе родила меня мать моя» (Пс. 50:7). Этими словами Писание подтверждает, что, по существу, уже в момент зачатия человек оказывается «первородно-грешен».
В книге пророка Иезекииля сказано: «сын не понесет вины отца и отец не понесет вины сына, правда праведного при нем и остается, и беззаконие беззаконного при нем и остается» (Иез. 18:20). Можно сделать вывод, будто бы потомки Адама и Евы не обвиняются Писанием и не понесут вины за «первородный грех». Но из целого контекста становится ясно то, что речь в той фразе идёт не о первородном грехе, а лишь о личных грехах.
Согласно 123 правилу Карфагенского собора 393—419 годов Адам был создан Богом бессмертным и не мог умереть, первородный грех стал причиной его смерти, наказанием за грех: 

«...Признано всеми епископами Карфагенской Церкви, представшими на святой Собор, которых имена и подписания внесены в Деяния, что Адам не смертным от Бога сотворен. Если же кто речет, что Адам, первозданный человек, сотворен смертным, так что, хотя бы согрешил, хотя бы не согрешил, умер бы телом, то есть вышел бы из тела, – не в наказание за грех, но по необходимости естества, да будет анафема».
Концепция «первородного греха» как повреждённой человеческой природы есть только в христианстве. В иудаизме и в исламе её нет.
Доктрина первородного греха неприемлема для евреев. Евреи верят, что человек входит в мир свободным от греха, с чистой, невинной и незапятнанной душой. Христианское учение, что человечеству необходимо избавление вследствие первородного греха, чуждо для большинства средневековых еврейских мыслителей. Ислам осуждает догму о первородном грехе и считает детей чистыми и безгрешными при рождении. С точки зрения ислама, грех не наследуется. В исламе грех Адаму был прощен при его земной жизни.

### Православие
Православная Восточная Церковь под первородным грехом всегда понимала наследственную порчу природы и склонность ко греху, которую все люди получают от Адама посредством рождения».
Определение этого понятия, данное в «Послании Патриархов Восточно-Кафолической Церкви о православной вере» 1723 года:
Веруем, что первый человек, сотворенный Богом, пал в раю в то время, когда преслушал заповедь Божию, последовав коварному совету змия, и что отсюда распространился прародительский грех преемственно на все потомство так, что нет ни одного из рожденных по плоти, кто бы свободен был от того бремени и не ощущал следствия падения в настоящей жизни. А бременем и следствием падения мы называем не самый грех, как то: нечестие, богохульство, убийство, ненависть и все прочее, что происходит от злого человеческого сердца, в противность воле Божией, а не от природы; (ибо многие Праотцы, Пророки и другие бесчисленные, как в Ветхом, так и в Новом Завете, мужи, также божественный Предтеча и преимущественно Матерь Бога Слова и Приснодева Мария, были непричастны как сим, так и другим подобным грехам), но удобопреклонность ко греху и те бедствия, которыми Божественное правосудие наказало человека за его преслушание, как то: изнурительные труды, скорби, телесные немощи, болезни рождения, тяжкая до некоторого времени жизнь на земле, странствования и напоследок телесная смерть.
Архиепископ Макарий (Булгаков) приводит следующее определение:
В своём учении о первородном грехе православная Церковь различает, во-первых, самый грех и, во-вторых, его последствия в нас. Под именем первородного греха она разумеет собственно то преступление заповеди Божией ..., которое совершено нашими праотцами в раю и от них перешло на всех нас. "Первородный грех, – читаем в православном Исповедании кафолической и апостольской Церкви восточной, – есть преступление закона Божия, данного в раю прародителю Адаму. Сей прародительский грех перешёл от Адама на всё человеческое естество, поскольку все мы тогда находились в Адаме, и таким образом через одного Адама грех распространился на всех нас" (ч. III, отв. на вопр. 20). ... Короче: под именем прародительского греха в самих прародителях разумеется и грех их, и вместе то греховное состояние их природы, в которое вошли они чрез этот грех; а в нас, их потомках, разумеется собственно одно греховное состояние нашей природы .... Впрочем, иногда первородный грех принимается и в смысле обширном .... И именно под именем первородного греха разумеется как самый грех, так вместе и его следствия в нас: повреждённость всех наших сил, наша преклонность более ко злу, нежели к добру, и прочая.
До грехопадения человек имел ясный и светлый ум, так что он мог проникать в природу вещей, после падения его разум глубоко помрачился, так что теперь человек с большим трудом и большими ошибками может приобретать познание об окружающих его предметах видимого мира. До падения человек находился в ближайшем общении с Богом и потому имел о Нём ясное и правильное познание. После падения человек естественным путем может приобретать только самое общее представление о Боге. Наклонность воли ко греху сделалась уделом всех людей, и человек должен употреблять большие усилия, чтобы побороть в себе эту наклонность и идти по пути добра.
После падения у прародителей и их потомков появились нечистые, чувственные пожелания и стремления к благам мира сего как к источнику счастья, тело человека стало подвержено болезням. Завершением физических бедствий является телесная смерть человека.   
По учению Православной церкви, таинство Крещения уничтожает в человеке первородный грех, то есть очищает греховность человеческой природы. Через крещение человек перестает быть виновным перед Богом благодатию Святого Духа вследствие искупительной жертвы Иисуса Христа, но самих последствий первородного греха крещение не уничтожает: наклонность ко злу более, чем к добру, болезни, смерть свойственны всем людям.

### Католицизм
По учению Католической церкви, Бог даровал человеку до грехопадения натуральную благодать, или «благодать первобытной праведности», для устранения борьбы между стремлениями души, направленных к Богу, и стремлениями тела, направленных к миру. Эта благодать была утрачена вследствие первородного греха. За её утрату человек подвергся гневу Божию, и его состояние сделалось для него состоянием наказания. В XVII веке католические ученые утверждали, что естественные силы человека, несмотря на их склонность ко взаимной борьбе, остались после падения в таком же состоянии, в каком были по создании человека, прежде дарования ему сверхнатуральной благодати. Падшая человеческая природа, лишившаяся благодатных даров, никаких изменений не претерпела. Католическая церковь не признавала греховной испорченности природы человека и усматривала последствие первородного греха только в лишении её тварной благодати. 
Это учение, сделавшееся господствующим в Латинской церкви, было высказано Ансельмом Кентерберийским в XI веке, с особенной ясностью изложено Дунсом Скотом в XIII веке и в основных чертах принято Триентским собором XVI веке. По другому учению, существовавшему в Латинской церкви и принятому блаженным Августином, сущность первородного греха состоит в похоти, которое произошло вследствие падения. Чувственная природа человека, находившаяся до падения в полном подчинении духу и без всякого сопротивления исполнявшая сообразное с его природой служение, после падения вышла из подчинения духу, перестала быть его служебным орудием и стала брать перевес над ним.
В настоящее время, после II Ватиканского собора 1965 года, католики стали учить о первородном грехе как о повреждении человеческой природы, а не деянии, и что первородный грех ни у одного из потомков Адама не носит характера личной вины. Так, в Катехизисе Католической церкви 1992 года «первородным грехом» называется лишённость первозданной святости и праведности человеком. Адам и Ева передали своему потомству человеческую природу, повреждённую их первым грехом.

### Протестантизм
Протестантские богословы, в отличие от православной традиции, считают искажение природы человека абсолютным, утверждая, что падший человек совершенно не способен к добру. В отличие от православия, усматривающего после грехопадения в божественном образе человека лишь изменения, хотя и весьма существенные, протестантизм учит о полной утрате человеком образа Божия, на месте которого «в человеке происходит глубокая, порочная, отвратительная, бездонная, непостижимая и невыразимая развращенность всей природы и всех ее способностей и сил».
По лютеранскому учению, изложенному в «Аугсбургском Исповедании», сущность первородного греха состоит прежде всего в недостатке первобытной праведности, то есть в недостатке того совершенства, которое было свойственно природе первого человека — главным образом совершенства высших, духовных способностей человека; отсюда отвращение воли от Бога, непослушание определениям закона Божия, утрата чистоты и умеренности чувственного желания. 
Некоторые протестантские секты дошли впоследствии до полного отрицания первородного греха: отчасти арминиане, еще более социниане повторили учение пелагиан, отвергавшее всякую генетическую связь между грехопадением прародителей и грехами их потомков. Сведенборгиане отвергли сам исторический факт падения первых людей: позднейшие рационалистические теологи стали отвергать как наследственный прародительский грех, так и сам исторический факт падения прародителей.

## Избавление от первородного греха
В христианстве избавлением от первородного греха является крещение.
На поместном Карфагенском Соборе 252 года была обоснована необходимость крещения младенцев: «никому не возбраняется благодать крещения; то тем более не должно возбранять ее младенцу, который, недавно родившись, ни в чем не согрешил, кроме того, что, происшедши от плоти Адама, принял заразу древней смерти через самое рождение».
Также об избавлении от первородного греха при крещении младенцев упоминали Карфагенский собор 393—419 годов (не признаваемый православными Вселенским, но являющийся каноническим):

«Определено также: кто отвергает нужду крещения малых и новорожденных от матерней утробы детей или говорит, что хотя они и крещаются во отпущение грехов, но от прародительскаго Адамова греха не заимствут ничего, что надлежало бы омыти банею пакибытия (из чего следовало бы, что образ крещения во отпущение грехов употребляется над ними не в истинном, но в ложном значении), тот да будет анафема. Ибо речено апостолом: единем человеком грех в мир вниде, и грехом смерть: и тако (смерть) во вся человеки вниде, в нем же вси согрешиша (Рим. 5:12), подобает разумети не инако, разве как всегда разумела кафолическая церковь, повсюду разлиянная и распространенная. Ибо по сему правилу веры и младенцы, никаких грехов сами собою содевати еще не могущие, крещаются истинно во отпущение грехов, да чрез пакирождение очистится в них то, что они заняли от ветхаго рождения».
И священномученик Киприан Карфагенский:

«Притом же если и величайшим грешникам, много грешившим прежде против Бога, когда они потом уверуют, даруется отпущение грехов и никому не возбраняется прощение и благодать; то тем более не должно возбранять это младенцу, который, едва родившись, ни в чем не согрешил, а только, происшедши по плоти от Адама, воспринял заразу древней смерти через само рождение и который тем удобнее приступает к принятию отпущения грехов, что ему отпущаются не собственные, а чужие грехи».